# Chaîne de la Reine-Maud
La chaîne de la Reine-Maud ou montagnes de la Reine-Maud est un des principaux groupes de montagnes de la chaîne Transantarctique.

## Géographie

### Topographie
La chaîne de montagnes se situe dans la chaîne Transantarctique, entre les glaciers Beardmore et Reedy et entre la plateforme de glace de Ross et le plateau polaire Antarctique.

### Subdivisions
La chaîne de la Reine-Maud est divisée en plusieurs sous-massifs :
- Chaînon Commonwealth
- Chaînon Hughes
- Chaînon Dominion
- Chaînon Supporters
- Chaîne Grosvenor
- Chaîne Barton
- Chaîne Bush
- Chaîne du Prince-Olav
- Chaîne Duncan
- Chaînon Herbert
- Chaînon Quarles
- Plateau Rawson
- Chaîne Hays
- Chaîne Tapley
- Chaîne Gothic
- Chaîne Harold-Byrd
- Escarpement Watson
- Chaîne La Gorce

### Principaux sommets
Les principaux sommets du massif sont les suivants :
| Sommet                        | Altitude (en mètres) | Massif                |
| ----------------------------- | -------------------- | --------------------- |
| Mont Kaplan                   | 4 230                | Chaînon Hughes        |
| Mont Wade                     | 4 084                | Chaîne du Prince-Olav |
| Mont Fisher                   | 4 080                | Chaîne du Prince-Olav |
| Pic Centennial (en)           | 4 070                | Chaîne du Prince-Olav |
| Mont Fridtjof Nansen          | 4 069                | Chaînon Herbert       |
| Mont Wexler (en)              | 4 024                | Chaînon Hughes        |
| Flat Top                      | 4 000                | Chaînon Commonwealth  |
| Mont Odishaw (sv)             | 3 965                | Chaînon Hughes        |
| Plateau Nilsen (en)           | 3 940                | Chaînon Hays          |
| Mont Donaldson (en)           | 3 930                | Chaînon Commonwealth  |
| Mont Ray                      | 3 904                | Chaîne du Prince-Olav |
| Mont Sellery                  | 3 895                | Chaîne du Prince-Olav |
| Mont Waterman                 | 3 880                | Chaînon Hughes        |
| Crown Mountain                | 3 830                | Chaîne Hays           |
| Mont Oliver                   | 3 800                | Chaîne du Prince-Olav |
| Mont Campbell                 | 3 790                | Chaîne du Prince-Olav |
| Mont Don Pedro Christophersen | 3 766                |                       |
| Mont Astor                    | 3 711                | Chaîne Hays           |
| Pic Jones                     | 3 670                | Chaîne du Prince-Olav |
| Pic Gjelsvik                  | 3 660                | Chaînon Herbert       |
| Mont Bowser                   | 3 655                | Chaînon Hays          |
| Mont Macdonald                | 3 630                | Chaînon Commonwealth  |
| Mont Kendrick                 | 3 610                | Chaîne Hays           |
| Husky Dome                    | 3 580                | Chaîne Bush           |
| Pic Teller                    | 3 550                | Escarpement Watson    |

## Histoire
Roald Amundsen, dans sa quête du pôle Sud est passé par le glacier Axel Heiberg près de la partie centrale de ce groupe en novembre 1911, nommant ces montagnes en l'honneur de la reine Maud de Norvège.
Les sommets bordant le glacier Beardmore à l'extrémité occidentale de la chaîne ont été observés par les expéditions britanniques menées par Ernest Shackleton (1907-1909) et Robert Falcon Scott (1910-1913), mais le massif dans son intégralité a été cartographié par plusieurs expéditions américaines dirigées par Richard Byrd dans les années 1930 et 1940 et par l'United States Antarctic Program et le New Zealand Antarctic Research Program dans les années 1950 à 1970.